# Franz Schmidt (boia)
Franz Schmidt conosciuto come "Mastro Franz" (Hof, 1555 – Norimberga, 1634) è stato un boia tedesco attivo ad Hof dal 1573 sino al 1578 e a Norimberga dal 1578  fino al 1617.

## Biografia
Nato ad Hof nel 1555, suo padre Heinrich (1531-1578) era un boscaiolo. Quando Alberto Alcibiade di Brandeburgo-Kulmbach mandò tre uomini sul patibolo nel 1547, scelse proprio Heinrich tra la folla come boia per eseguire la sentenza. All'età di diciott'anni Franz decise di seguire le esecuzioni di suo padre presso Bamberga nel 1573. Alla morte di suo padre, nel 1578 ottenne il posto come boia a Norimberga dove si sposò con Anne Eisenbach (1559-1591) con la quale ebbe sette figli. Acquisì una notevole notorietà in tutta Norimberga a tal punto da diventare la persona con lo stipendio più alto in tutta la città. Dopo il ritiro nel 1617, lavorò come medico e morì in età avanzata nel 1634. Disse pubblicamente: "Non rimpiango di aver eseguito 361 esecuzioni in quarantacinque anni di carriera". Gli furono dati i funerali di stato e fu sepolto al Johannisfriedhof accanto alle tombe di Albrecht Dürer e di Hans Sachs.

## Cronologia delle esecuzioni
Tra le 361 esecuzioni eseguite, quelle in cui è conosciuto tutt'oggi il nome del condannato sono:
- 1573, Peter Hofmann, usuraio. Sentenza eseguita tramite impiccagione.
- 1574, Klaus Renckhar, stupratore. Sentenza eseguita tramite impiccagione.
- 1576, Barthel Dochendte, colpevole di tre omicidi. Giustiziato tramite il supplizio della ruota.
- 1584, Anna Peihelsteinin. Decapitazione.
- 1585, Friedrich Werner, ladro. Decapitazione.
- 1589, Franz Seuboldt, parricida. Giustiziato tramite il supplizio della ruota.
- 1594, Christoff Mayer e Hans Weber. Decapitazione
- 1617, Georg Karl Lambrecht, falsario. Morte sul rogo.

## Il diario
Il suo diario, scritto da lui stesso dal 1573 sino al 1617, racconta la sua esperienza come esecutore di sentenze capitali ad Hof e poi a Norimberga. In questo diario racconta le procedure compiute da lui stesso prima dell'esecuzione di ogni singolo prigioniero, ma anche i metodi di tortura che utilizzava per far confessare ai prigionieri i loro reati, un metodo già utilizzato durante il periodo dell'inquisizione. Racconta però anche i rischi che un boia di quel tempo correva: se un'esecuzione fosse andata male o avesse sbagliato qualche passaggio, sarebbe stato brutalmente ucciso. Infatti Franz scrive "Nel 1386 Maestro Frederich, boia di Norimberga, finisce sul rogo per aver falsificato monete; un secolo dopo, nel 1479, è Maestro Hans a finire sul patibolo per tradimento [...]" . La prima stampa del diario avviene nel 1801, tuttavia il diario verrà ristampato nel 1913.